# Ilanit
Hanna Dresner-Tzakh (en hébreu : חנה דרזנר), née le 17 juillet 1947, mieux connue sous son nom de scène Ilanit, est une chanteuse israélienne qui devient l'une des chanteuses les plus populaires d'Israël de la fin des années 1960 aux années 1980, à la fois comme soliste et dans le duo Ilan & Ilanit. Ilanit représente également Israël à deux reprises dans le Concours Eurovision de la Chanson. En plus de quatre décennies de carrière, elle enregistre et produit plus de six cents chansons et plus de trente albums à succès.

## Biographie

### Jeunesse et "Ilan & Ilanit"
Ilanit naît en 1947 à Tel-Aviv après que ses parents aient émigré de la Pologne. En 1953, à l'âge de 5 ans, elle et sa famille  déménagent au Brésil. En 1960, à l'âge de 13 ans, Ilanit retourne à Israël. En 1962, elle est découverte lors d'un concours de jeunes talents organisé par WIZO et le magazine Ma'ariv Youth
Shlomo Zach, un chanteur israélien qu'elle épousera plus tard, forme un trio connu plus tard sous le nom de "גידי, צח וחנה" (Gidi, Zach, et Hanna). Le trio se scinde en un duo rebaptisé "Ilan & Ilanit". En 1966, le premier album du duo est produit, simplement nommé "Ilan Ilan". Deux de leurs chansons, "לכל אדם כוכב" (Une étoile pour tous) et "בואי סניורינה" (Venez, mademoiselle) deviennent un des plus grands succès des palmarès musicaux. Le duo connaît un grand succès dans les années 60 en Israël et à l'étranger. Leur tube de 1970 "Veshuv Itchem" ("de nouveau avec vous" en hébreu) est repris par la chanteuse turque Şenay sous le nom de "Sev Kardeşim" ("l'amour de mon frère/sœur" en turc) en 1971. Şenay devient célèbre en interprétant cette reprise.

### Les années 1970 et carrière solo
En 1968, Ilanit sort sa première chanson solo, "כבר אחרי חצות" (kvar acharei chatzot / "C'est après minuit"). Le disque est accompagné de la chanson "Let's go crazy sands" de Ilan & Ilanit. Sa première prestation en solo a lieu au festival de 1969 où elle interprète "שיר בארבעה בתים" (shir b'arbaah batim / "Chanson en quatre vers"). Bien qu'elle ne remporte pas le concours, la chanson devient un grand succès.
En 1973, elle participe pour la première fois à l’Eurovision au Luxembourg, où elle atteint la quatrième position avec la chanson Ey Sham (quelque part). C'est aussi la première participation d'Israël à ce concours. La chanson est composée par Nurit Hirsh, qui a également dirigé l'orchestre du Luxembourg à cette occasion. Ce n'était que la deuxième fois que l'orchestre était dirigé par une femme ; la première fois, c'était le soir même (Monica Dominique, "You're Summer", Suède).
La deuxième participation d'Ilanit a eu lieu à Londres en 1977 avec une chanson intitulée Ahava hi shir lishnayim (en) (L'amour est une chanson pour deux). Avec cette chanson, elle termine onzième. Ilanit a failli participer pour la troisième fois en 1984 : elle a été nommée par IBA pour interpréter la chanson "Balalaïka". Le Concours Eurovision de la chanson 1984 coïncide avec une journée commémorative israélienne, à la suite de quoi IBA retire son inscription. À l'époque, Ilanit était déjà l'une des chanteuses les plus populaires d'Israël et la chanson "Balalaika" est devenue un succès instantané, même si elle n'y a pas participé.
Ilanit a été nommée meilleure chanteuse d'Israël chaque année de 1971 à 1977, ce qu'aucune autre chanteuse n'a réussi à faire. 
En 1974, Ilanit représente Israël au World Popular Song Festival à Tokyo avec la chanson "Shiru Shir Lashemesh" ("Chanter une chanson pour le Soleil"). La finale a lieu le 17 novembre et elle  arrive neuvième.

### Années 1990 et 2000
Ilanit a continué à connaître de grands succès dans son pays d'origine, avec des chansons du parolier Ehud Manor et d'autres. Avec d'autres artistes israéliens établis, elle a participé à une tournée à travers l'Amérique du Nord en 2005. Après "Brazilian Dream", sorti en 1996, elle n'a pas enregistré un nouvel album pendant 12 ans. En 2008, elle sort l'album "Israelit". Depuis, elle a continué à se produire à l'occasion d'événements spéciaux, par exemple, le centenaire de Hadassah en octobre 2012.